# Première circonscription des Vosges
La première circonscription des Vosges est l'une des quatre circonscriptions électorales françaises que compte le département des Vosges (88) situé en région Grand Est.

## Description géographique et démographique

### De 1958 à 1986
La première circonscription des Vosges  était composée de :
- Canton de Bruyères
- Canton de Charmes
- Canton de Châtel-sur-Moselle
- Canton d'Épinal
- Canton de Rambervillers

Source : Journal Officiel du 14-15 octobre 1958.

### De 1988 à 2010
La première circonscription des Vosges est délimitée par le découpage électoral de la loi no 86-1197 du 24 novembre 1986
, elle regroupe les divisions administratives suivantes : 
- Canton de Châtel-sur-Moselle
- Canton d'Épinal-Est
- Canton d'Épinal-Ouest
- Canton de Rambervillers
- Canton de Xertigny.

Elle comporte les communes suivantes :
- Anglemont
- Arches
- Archettes
- Autrey
- Badménil-aux-Bois
- Bayecourt
- Bazien
- Brû
- Bult
- Chantraine
- Charmois-l'Orgueilleux
- Chaumousey
- Chavelot
- Châtel-sur-Moselle
- Clézentaine
- Damas-aux-Bois
- Darnieulles
- Deinvillers
- Deyvillers
- Dignonville
- Dinozé
- Dogneville
- Dommartin-aux-Bois
- Domptail
- Domèvre-sur-Avière
- Domèvre-sur-Durbion
- Doncières
- Dounoux
- Épinal
- Fauconcourt
- Fomerey
- Frizon
- Gigney
- Girancourt
- Golbey
- Hadigny-les-Verrières
- Hadol
- Haillainville
- Hardancourt
- Housseras
- Igney
- Jeanménil
- Jeuxey
- La Baffe
- La Chapelle-aux-Bois
- Le Clerjus
- Les Forges
- Longchamp
- Mazeley
- Moriville
- Moyemont
- Ménarmont
- Ménil-sur-Belvitte
- Nomexy
- Nossoncourt
- Ortoncourt
- Pallegney
- Rambervillers
- Rehaincourt
- Renauvoid
- Romont
- Roville-aux-Chênes
- Saint-Benoît-la-Chipotte
- Saint-Genest
- Saint-Gorgon
- Saint-Maurice-sur-Mortagne
- Saint-Pierremont
- Sainte-Barbe
- Sanchey
- Sercœur
- Thaon-les-Vosges
- Uriménil
- Uxegney
- Uzemain
- Vaudéville
- Vaxoncourt
- Villoncourt
- Vomécourt
- Xaffévillers
- Xertigny
- Zincourt

D'après le recensement général de la population en 1999, réalisé par l'Institut national de la statistique et des études économiques (INSEE), la population totale de cette circonscription est estimée à 104 869 habitants,.
| 1962                                                             | 1968   | 1975    | 1982    | 1990    | 1999    | 2006    |
| ---------------------------------------------------------------- | ------ | ------- | ------- | ------- | ------- | ------- |
| 92 408                                                           | 99 792 | 104 003 | 104 828 | 104 955 | 104 869 | 105 011 |
| Nombre retenu à partir de 1962 : Population sans doubles comptes |        |         |         |         |         |         |

## Historique des députations
| Législature | Début de mandat | Fin de mandat  | Député             | Parti politique | Observations |
| ----------- | --------------- | -------------- | ------------------ | --------------- | --- |
| Ire         | 9 décembre 1958 | 9 octobre 1962 | Charles Guthmüller | ED              | Mandat écourté à la suite d'une dissolution parlementaire décidée par Charles de Gaulle.                                                                       |
| IIe         | 6 décembre 1962 | 2 avril 1967   | Marcel Hoffer      | UNR-UDT         | |
| IIIe        | 3 avril 1967    | 30 mai 1968    | Marcel Hoffer      | UD-Ve           | Mandat écourté à la suite d'une dissolution parlementaire décidée par Charles de Gaulle.                                                                       |
| IVe         | 11 juillet 1968 | 1er avril 1973 | Marcel Hoffer      | UDR             | |
| Ve          | 2 avril 1973    | 2 avril 1978   | Marcel Hoffer      | UDR             | |
| VIe         | 3 avril 1978    | 22 mai 1981    | Philippe Séguin    | RPR             | Mandat écourté à la suite d'une dissolution parlementaire décidée par François Mitterrand.                                                                     |
| VIIe        | 2 juillet 1981  | 1er avril 1986 | Philippe Séguin    | RPR             | |
| VIIIe       | 2 avril 1986    | 14 mai 1988    | Philippe Séguin    | RPR             | Proportionnelle par département, pas de député par circonscription. Mandat écourté à la suite d'une dissolution parlementaire décidée par François Mitterrand. |
| IXe         | 23 juin 1988    | 1er avril 1993 | Philippe Séguin    | RPR             | |
| Xe          | 2 avril 1993    | 21 avril 1997  | Philippe Séguin    | RPR             | Mandat écourté à la suite d'une dissolution parlementaire décidée par Jacques Chirac.                                                                          |
| XIe         | 12 juin 1997    | 18 juin 2002   | Philippe Séguin    | RPR             | |
| XIIe        | 19 juin 2002    | 19 juin 2007   | Michel Heinrich,   | UMP,            | |
| XIIIe       | 20 juin 2007    | 19 juin 2012   | Michel Heinrich    | UMP             | |
| XIVe        | 20 juin 2012    | 20 juin 2017   | Michel Heinrich    | UMP             | |
| XVe         | 21 juin 2017    | 21 juin 2022   | Stéphane Viry      | LR              | |
| XVIe        | 22 juin 2022    | 9 juin 2024    | Stéphane Viry      | LR              | Mandat écourté à la suite d'une dissolution parlementaire décidée par Emmanuel Macron.                                                                         |
| XVIIe       | 8 juillet 2024  | En cours       | Stéphane Viry      | LR              | |

## Historique des élections

### Élections de 1958
| Candidat       | Candidat               | Parti          | Premier tour | Premier tour | Second tour | Second tour |  |
| Candidat       | Candidat               | Parti          | Voix         | %            | Voix        | %           |  |
| -------------- | ---------------------- | -------------- | ------------ | ------------ | ----------- | ----------- |  |
|                | Charles Guthmüller élu | app. UNR       | 14 107       | 28,08        | 23 229      | 47,09       |  |
|                | Lucien Nicolas         | MRP            | 10 740       | 21,38        | 18 370      | 37,24       |  |
|                | Pierre Blanck          | SFIO           | 7 279        | 14,49        | Retrait     | Retrait     |  |
|                | Alfred Thinesse        | Modérés        | 6 714        | 13,36        | Retrait     | Retrait     |  |
|                | André Bilquez          | PCF            | 5 948        | 11,84        | 7 733       | 15,68       |  |
|                | Roland Étienne         | UFD            | 3 609        | 7,18         | Retrait     | Retrait     |  |
|                | Marcel Haissat         | UFF            | 1 845        | 3,67         |             |             |  |
|                |                        |                |              |              |             |             |  |
| Inscrits       | Inscrits               | Inscrits       | 68 238       | 100,00       | 68 245      | 100,00      |  |
| Abstentions    | Abstentions            | Abstentions    | 15 891       | 23,29        | 16 917      | 24,79       |  |
| Votants        | Votants                | Votants        | 52 347       | 76,71        | 51 328      | 75,21       |  |
| Blancs et nuls | Blancs et nuls         | Blancs et nuls | 2 105        | 4,02         | 1 996       | 3,89        |  |
| Exprimés       | Exprimés               | Exprimés       | 50 242       | 95,98        | 49 332      | 96,11       |  |

La suppléante de Charles Guthmüller était Madame Boucher, maire de Cheniménil.

### Élections de 1962
| Candidat       | Candidat          | Parti          | Premier tour | Premier tour | Second tour | Second tour |  |
| Candidat       | Candidat          | Parti          | Voix         | %            | Voix        | %           |  |
| -------------- | ----------------- | -------------- | ------------ | ------------ | ----------- | ----------- |  |
|                | Marcel Hoffer élu | UNR-UDT        | 17 975       | 40,02        | 29 033      | 62,95       |  |
|                | André Argant      | MRP            | 7 828        | 17,43        | Retrait     | Retrait     |  |
|                | Pierre Blanck     | SFIO           | 6 478        | 14,42        | 17 085      | 37,05       |  |
|                | André Bilquez     | PCF            | 5 959        | 13,27        | Retrait     | Retrait     |  |
|                | Jean Haemmerlé    | Modérés        | 3 596        | 8,01         | Retrait     | Retrait     |  |
|                | Jean Bertran      | Radsoc         | 2 006        | 4,47         |             |             |  |
|                | Marcel Haissat    | UFF            | 1 069        | 2,38         |             |             |  |
|                |                   |                |              |              |             |             |  |
| Inscrits       | Inscrits          | Inscrits       | 69 642       | 100,00       | 69 635      | 100,00      |  |
| Abstentions    | Abstentions       | Abstentions    | 22 215       | 31,9         | 20 979      | 30,13       |  |
| Votants        | Votants           | Votants        | 47 427       | 68,1         | 48 656      | 69,87       |  |
| Blancs et nuls | Blancs et nuls    | Blancs et nuls | 2 516        | 5,3          | 2 538       | 5,22        |  |
| Exprimés       | Exprimés          | Exprimés       | 44 911       | 94,7         | 46 118      | 94,78       |  |

Le suppléant de Marcel Hoffer était Armand Prévot, agriculteur, maire de Bayecourt.

### Élections de 1967
| Candidat       | Candidat                    | Parti          | Premier tour | Premier tour | Second tour | Second tour |  |
| Candidat       | Candidat                    | Parti          | Voix         | %            | Voix        | %           |  |
| -------------- | --------------------------- | -------------- | ------------ | ------------ | ----------- | ----------- |  |
|                | Marcel Hoffer sortant réélu | UD-Ve          | 25 343       | 46,86        | 28 114      | 51,87       |  |
|                | Jean-Louis Lefrançois       | FGDS (SFIO)    | 14 068       | 26,01        | 26 086      | 48,13       |  |
|                | René Liégeas                | PCF            | 7 634        | 14,12        | Retrait     | Retrait     |  |
|                | Jean Haemmerlé              | CD (PDM)       | 7 036        | 13,01        | Retrait     | Retrait     |  |
|                |                             |                |              |              |             |             |  |
| Inscrits       | Inscrits                    | Inscrits       | 68 899       | 100,00       | 68 886      | 100,00      |  |
| Abstentions    | Abstentions                 | Abstentions    | 12 899       | 18,72        | 12 948      | 18,8        |  |
| Votants        | Votants                     | Votants        | 56 000       | 81,28        | 55 938      | 81,2        |  |
| Blancs et nuls | Blancs et nuls              | Blancs et nuls | 1 919        | 3,43         | 1 738       | 3,11        |  |
| Exprimés       | Exprimés                    | Exprimés       | 54 081       | 96,57        | 54 200      | 96,89       |  |

Le suppléant de Marcel Hoffer était René Balland, maire de Lépanges-sur-Vologne.

### Élections de 1968
|                | Marcel Hoffer sortant réélu | UDR (URP)      | 27 827 | 51,35  |  |  |  |
|                | Jean-Louis Lefrançois       | FGDS (SFIO)    | 13 419 | 24,76  |  |  |  |
|                | Jean Haemmerlé              | CD (PDM)       | 5 520  | 10,19  |  |  |  |
|                | René Liégeas                | PCF            | 5 321  | 9,82   |  |  |  |
|                | Georges Valance             | PSU            | 2 100  | 3,88   |  |  |  |
|                |                             |                |        |        |  |  |  |
| Inscrits       | Inscrits                    | Inscrits       | 69 006 | 100,00 |  |  |  |
| Abstentions    | Abstentions                 | Abstentions    | 13 430 | 19,46  |  |  |  |
| Votants        | Votants                     | Votants        | 55 576 | 80,54  |  |  |  |
| Blancs et nuls | Blancs et nuls              | Blancs et nuls | 1 389  | 2,5    |  |  |  |
| Exprimés       | Exprimés                    | Exprimés       | 54 187 | 97,5   |  |  |  |

Le suppléant de Marcel Hoffer était Marcel Gourmand, RI, maire de Charmes.

### Élections de 1973
| Candidat       | Candidat                    | Parti          | Premier tour | Premier tour | Second tour | Second tour |  |
| Candidat       | Candidat                    | Parti          | Voix         | %            | Voix        | %           |  |
| -------------- | --------------------------- | -------------- | ------------ | ------------ | ----------- | ----------- |  |
|                | Marcel Hoffer sortant réélu | UDR (URP)      | 23 992       | 42,05        | 29 338      | 50,9        |  |
|                | Pierre Blanck               | PS (UGSD)      | 16 656       | 29,19        | 28 306      | 49,1        |  |
|                | Robert Alexandre            | PCF            | 7 778        | 13,63        | Retrait     | Retrait     |  |
|                | Jean Bertran                | Rad (MR)       | 6 323        | 11,08        |             |             |  |
|                | Odette Hantz                | PSU            | 2 310        | 4,05         |             |             |  |
|                |                             |                |              |              |             |             |  |
| Inscrits       | Inscrits                    | Inscrits       | 72 438       | 100,00       | 72 426      | 100,00      |  |
| Abstentions    | Abstentions                 | Abstentions    | 13 302       | 18,36        | 12 584      | 17,37       |  |
| Votants        | Votants                     | Votants        | 59 136       | 81,64        | 59 842      | 82,63       |  |
| Blancs et nuls | Blancs et nuls              | Blancs et nuls | 2 077        | 3,51         | 2 198       | 3,67        |  |
| Exprimés       | Exprimés                    | Exprimés       | 57 059       | 96,49        | 57 644      | 96,33       |  |

Le suppléant de Marcel Hoffer était Marcel Gourmand.

### Élections de 1978
| Candidat       | Candidat            | Parti             | Premier tour | Premier tour | Second tour | Second tour |  |
| Candidat       | Candidat            | Parti             | Voix         | %            | Voix        | %           |  |
| -------------- | ------------------- | ----------------- | ------------ | ------------ | ----------- | ----------- |  |
|                | Philippe Séguin élu | RPR               | 21 529       | 32,19        | 35 845      | 52,08       |  |
|                | Serge Thibers       | PS                | 19 515       | 29,17        | 32 980      | 47,92       |  |
|                | Hubert Maigrat      | UDF (PR)          | 9 865        | 14,75        |             |             |  |
|                | Robert Alexandre    | PCF               | 9 169        | 13,71        |             |             |  |
|                | Pierre Plumerey     | Divers écologiste | 3 114        | 4,66         |             |             |  |
|                | André Bœuf          | UDF (Rad)         | 2 131        | 3,19         |             |             |  |
|                | Marc Martinez       | LO                | 1 565        | 2,34         |             |             |  |
|                | Mme Bourcelot       | FN                | 2            | 0            |             |             |  |
|                |                     |                   |              |              |             |             |  |
| Inscrits       | Inscrits            | Inscrits          | 84 297       | 100,00       | 81 297      | 100,00      |  |
| Abstentions    | Abstentions         | Abstentions       | 15 665       | 18,58        | 11 082      | 13,63       |  |
| Votants        | Votants             | Votants           | 68 632       | 81,42        | 70 215      | 86,37       |  |
| Blancs et nuls | Blancs et nuls      | Blancs et nuls    | 1 742        | 2,54         | 1 390       | 1,98        |  |
| Exprimés       | Exprimés            | Exprimés          | 66 890       | 97,46        | 68 825      | 98,02       |  |

Le suppléant de Philippe Séguin était Jean Morosi, assureur, maire de Nomexy.

### Élections de 1981
| Candidat       | Candidat                      | Parti          | Premier tour | Premier tour | Second tour | Second tour |  |
| Candidat       | Candidat                      | Parti          | Voix         | %            | Voix        | %           |  |
| -------------- | ----------------------------- | -------------- | ------------ | ------------ | ----------- | ----------- |  |
|                | Philippe Séguin sortant réélu | RPR (UNM)      | 29 443       | 48,86        | 34 223      | 52,36       |  |
|                | Pierre Blanck                 | PS             | 22 758       | 37,77        | 31 139      | 47,64       |  |
|                | Robert Bresson                | PCF            | 5 783        | 9,60         |             |             |  |
|                | Jean-Paul Deltour             | MÉP            | 2 274        | 3,77         |             |             |  |
|                |                               |                |              |              |             |             |  |
| Inscrits       | Inscrits                      | Inscrits       | 82 571       | 100,00       | 82 569      | 100,00      |  |
| Abstentions    | Abstentions                   | Abstentions    | 21 440       | 25,97        | 16 109      | 19,51       |  |
| Votants        | Votants                       | Votants        | 61 131       | 74,03        | 66 460      | 80,49       |  |
| Blancs et nuls | Blancs et nuls                | Blancs et nuls | 873          | 1,43         | 1 098       | 1,65        |  |
| Exprimés       | Exprimés                      | Exprimés       | 60 258       | 98,57        | 65 362      | 98,35       |  |

Le suppléant de Philippe Séguin était André Roth, représentant en agro-alimentaire, maire de Dogneville.
Philippe Séguin sera remplacé par le député Alain Jacquot (RPR) durant son passage au gouvernement Chirac en tant que ministre (1986-1988).

### Élections de 1988
| Candidat       | Candidat                      | Parti                      | Premier tour | Premier tour | Second tour | Second tour |  |
| Candidat       | Candidat                      | Parti                      | Voix         | %            | Voix        | %           |  |
| -------------- | ----------------------------- | -------------------------- | ------------ | ------------ | ----------- | ----------- |  |
|                | Philippe Séguin sortant réélu | RPR (URC)                  | 23 138       | 46,94        | 27 133      | 50,14       |  |
|                | Gérard Welzer sortant         | Divers gauche (Maj. prés.) | 21 134       | 42,87        | 26 984      | 49,86       |  |
|                | Bernard Freppel               | FN                         | 3 047        | 6,18         |             |             |  |
|                | Pierre Mauffrey               | PCF                        | 1 974        | 4            |             |             |  |
|                |                               |                            |              |              |             |             |  |
| Inscrits       | Inscrits                      | Inscrits                   | 71 749       | 100,00       | 71 744      | 100,00      |  |
| Abstentions    | Abstentions                   | Abstentions                | 21 023       | 29,3         | 16 085      | 22,42       |  |
| Votants        | Votants                       | Votants                    | 50 726       | 70,7         | 55 659      | 77,58       |  |
| Blancs et nuls | Blancs et nuls                | Blancs et nuls             | 1 433        | 2,82         | 1 542       | 2,77        |  |
| Exprimés       | Exprimés                      | Exprimés                   | 49 293       | 97,18        | 54 117      | 97,23       |  |

Le suppléant de Philippe Séguin était André Roth.

### Élections de 1993
|                | Philippe Séguin sortant réélu | RPR (UPF)      | 26 027 | 55,23  |  |  |  |
|                | Jean-Pierre Moinaux           | PS (ADFP)      | 6 479  | 13,75  |  |  |  |
|                | Bernard Freppel               | FN             | 4 633  | 9,83   |  |  |  |
|                | Dominique Andrès              | Les Verts (EÉ) | 4 392  | 9,32   |  |  |  |
|                | Joël Gérard                   | Divers         | 2 372  | 5,03   |  |  |  |
|                | Jean-Claude Augay             | PCF            | 1 878  | 3,99   |  |  |  |
|                | Henry Faron                   | PT             | 1 342  | 2,85   |  |  |  |
|                | Isabelle Perrot               | Divers         | 0      | 0      |  |  |  |
|                |                               |                |        |        |  |  |  |
| Inscrits       | Inscrits                      | Inscrits       | 72 731 | 100,00 |  |  |  |
| Abstentions    | Abstentions                   | Abstentions    | 22 273 | 30,62  |  |  |  |
| Votants        | Votants                       | Votants        | 50 458 | 69,38  |  |  |  |
| Blancs et nuls | Blancs et nuls                | Blancs et nuls | 3 335  | 6,61   |  |  |  |
| Exprimés       | Exprimés                      | Exprimés       | 47 123 | 93,39  |  |  |  |

Le suppléant de Philippe Séguin était Jean-Luc Cuny, cadre de direction, Dogneville.

### Élections de 1997
| Candidat       | Candidat                      | Parti             | Premier tour | Premier tour | Second tour | Second tour |  |
| Candidat       | Candidat                      | Parti             | Voix         | %            | Voix        | %           |  |
| -------------- | ----------------------------- | ----------------- | ------------ | ------------ | ----------- | ----------- |  |
|                | Philippe Séguin sortant réélu | RPR               | 21 603       | 44,59        | 28 101      | 56,44       |  |
|                | Gérard Welzer                 | PS                | 11 744       | 24,24        | 21 687      | 43,56       |  |
|                | Bernard Freppel               | FN                | 7 393        | 15,26        |             |             |  |
|                | Jean-Paul Deltour             | Les Verts         | 2 557        | 5,28         |             |             |  |
|                | Odile Martin                  | PCF               | 1 852        | 3,82         |             |             |  |
|                | Jeanne-Françoise Poissenot    | LO                | 1 310        | 2,7          |             |             |  |
|                | Jean-Claude Weber             | LDI (MPF)         | 1 021        | 2,11         |             |             |  |
|                | Henry Faron                   | PT                | 660          | 1,36         |             |             |  |
|                | Catherine Berruet             | Divers écologiste | 309          | 0,64         |             |             |  |
|                |                               |                   |              |              |             |             |  |
| Inscrits       | Inscrits                      | Inscrits          | 72 435       | 100,00       | 72 434      | 100,00      |  |
| Abstentions    | Abstentions                   | Abstentions       | 21 309       | 29,42        | 19 427      | 26,82       |  |
| Votants        | Votants                       | Votants           | 51 126       | 70,58        | 53 007      | 73,18       |  |
| Blancs et nuls | Blancs et nuls                | Blancs et nuls    | 2 677        | 5,24         | 3 219       | 6,07        |  |
| Exprimés       | Exprimés                      | Exprimés          | 48 449       | 94,76        | 49 788      | 93,93       |  |

Le suppléant de Philippe Séguin était Jean-Luc Cuny, cadre de direction, maire de Dogneville.

### Élections de 2002
| Candidat       | Candidat             | Parti            | Premier tour | Premier tour | Second tour | Second tour |  |
| Candidat       | Candidat             | Parti            | Voix         | %            | Voix        | %           |  |
| -------------- | -------------------- | ---------------- | ------------ | ------------ | ----------- | ----------- |  |
|                | Michel Heinrich élu  | UMP              | 22 098       | 48,58        | 25 627      | 61,81       |  |
|                | Gérard Welzer        | PS               | 11 728       | 25,78        | 15 835      | 38,19       |  |
|                | Christine Marthelot  | FN               | 4 935        | 10,85        |             |             |  |
|                | Odile Delhaye-Marche | Les Verts        | 1 407        | 3,09         |             |             |  |
|                | Serge Thibers        | Pôle républicain | 1 102        | 2,42         |             |             |  |
|                | Bernard Freppel      | MNR              | 892          | 1,96         |             |             |  |
|                | Raphaël Pecheur      | LCR              | 731          | 1,61         |             |             |  |
|                | Évelyne Abbot        | LO               | 582          | 1,28         |             |             |  |
|                | Daniel Masson        | MPF              | 476          | 1,05         |             |             |  |
|                | Michèle Gruner       | PCF              | 473          | 1,04         |             |             |  |
|                | Agnès Mouchot        | MÉI              | 356          | 0,78         |             |             |  |
|                | Henry Faron          | PT               | 318          | 0,7          |             |             |  |
|                | Jacqueline Baudoin   | GÉ               | 226          | 0,5          |             |             |  |
|                | Nicolas Bertsch      | Divers gauche    | 168          | 0,37         |             |             |  |
|                |                      |                  |              |              |             |             |  |
| Inscrits       | Inscrits             | Inscrits         | 75 440       | 100,00       | 75 427      | 100,00      |  |
| Abstentions    | Abstentions          | Abstentions      | 28 608       | 37,92        | 31 878      | 42,26       |  |
| Votants        | Votants              | Votants          | 46 832       | 62,08        | 43 549      | 57,74       |  |
| Blancs et nuls | Blancs et nuls       | Blancs et nuls   | 1 340        | 2,86         | 2 087       | 4,79        |  |
| Exprimés       | Exprimés             | Exprimés         | 45 492       | 97,14        | 41 462      | 95,21       |  |

La suppléante de Michel Heinrich était Colette Marchal, infirmière libérale, maire de Nomexy.

### Élections de 2007
|                | Michel Heinrich sortant réélu | UMP            | 23 347 | 53,15  |  |  |  |
|                | Marie-France Glaudel          | PS             | 10 075 | 22,94  |  |  |  |
|                | Nathalie Mercier              | UDF–MoDem      | 3 685  | 8,39   |  |  |  |
|                | François Ferrier              | FN             | 2 838  | 6,46   |  |  |  |
|                | Raphaël Pêcheur               | LCR            | 1 427  | 3,25   |  |  |  |
|                | Francis Michel                | Divers         | 684    | 1,56   |  |  |  |
|                | Daniel Masson                 | MPF            | 584    | 1,33   |  |  |  |
|                | Évelyne Abbot                 | LO             | 557    | 1,27   |  |  |  |
|                | Pierre-André Corizzi          | PT             | 427    | 0,97   |  |  |  |
|                | Gérard Schuller               | MNR            | 299    | 0,68   |  |  |  |
|                | Claude Aubert                 | Divers         | 0      | 0      |  |  |  |
|                |                               |                |        |        |  |  |  |
| Inscrits       | Inscrits                      | Inscrits       | 76 937 | 100,00 |  |  |  |
| Abstentions    | Abstentions                   | Abstentions    | 31 897 | 41,46  |  |  |  |
| Votants        | Votants                       | Votants        | 45 040 | 58,54  |  |  |  |
| Blancs et nuls | Blancs et nuls                | Blancs et nuls | 1 117  | 2,48   |  |  |  |
| Exprimés       | Exprimés                      | Exprimés       | 43 923 | 97,52  |  |  |  |

### Élections de 2012
| Candidat       | Candidat                      | Parti          | Premier tour | Premier tour | Second tour | Second tour |  |
| Candidat       | Candidat                      | Parti          | Voix         | %            | Voix        | %           |  |
| -------------- | ----------------------------- | -------------- | ------------ | ------------ | ----------- | ----------- |  |
|                | Michel Heinrich sortant réélu | UMP            | 18 276       | 41,51        | 23 246      | 56,74       |  |
|                | François-Xavier Huguenot      | diss. PS       | 8 948        | 20,32        | 17 720      | 43,26       |  |
|                | Jordan Grosse-Cruciani        | FN             | 6 709        | 15,24        |             |             |  |
|                | Gilles Bilot                  | EÉLV (PS, MÉI) | 6 024        | 13,68        |             |             |  |
|                | Vincent Gehin                 | FG (PCF)       | 2 069        | 4,70         |             |             |  |
|                | Bertrand Parmentier           | MoDem          | 797          | 1,81         |             |             |  |
|                | Claude Denisot                | DLR            | 694          | 1,58         |             |             |  |
|                | Évelyne Abbot                 | LO             | 306          | 0,69         |             |             |  |
|                | Fanny Laurent                 | NPA            | 210          | 0,48         |             |             |  |
|                |                               |                |              |              |             |             |  |
| Inscrits       | Inscrits                      | Inscrits       | 76 603       | 100,00       | 76 604      | 100,00      |  |
| Abstentions    | Abstentions                   | Abstentions    | 31 519       | 41,15        | 33 699      | 43,99       |  |
| Votants        | Votants                       | Votants        | 45 084       | 58,85        | 42 905      | 56,01       |  |
| Blancs et nuls | Blancs et nuls                | Blancs et nuls | 1 051        | 2,33         | 1 939       | 4,52        |  |
| Exprimés       | Exprimés                      | Exprimés       | 44 033       | 97,67        | 40 966      | 95,48       |  |

### Élections de 2017
|                                                                         |                                                                       |                           |                           |                          |                          |
|                                                                         |                                                                       | Premier tour 11 juin 2017 | Premier tour 11 juin 2017 | Second tour 18 juin 2017 | Second tour 18 juin 2017 |
|                                                                         |                                                                       |                           |                           |                          |                          |
|                                                                         |                                                                       | Nombre                    | % des inscrits            | Nombre                   | % des inscrits           |
| Inscrits                                                                | Inscrits                                                              | 77 056                    | 100,00                    | 77 078                   | 100,00                   |
| Abstentions                                                             | Abstentions                                                           | 39 046                    | 50,67                     | 42 800                   | 55,53                    |
| Votants                                                                 | Votants                                                               | 38 010                    | 49,33                     | 34 278                   | 44,47                    |
|                                                                         |                                                                       |                           | % des votants             |                          | % des votants            |
| Bulletins blancs                                                        | Bulletins blancs                                                      | 650                       | 1,71                      | 2 392                    | 6,98                     |
| Bulletins nuls                                                          | Bulletins nuls                                                        | 323                       | 0,85                      | 1 123                    | 3,28                     |
| Suffrages exprimés                                                      | Suffrages exprimés                                                    | 37 037                    | 97,44                     | 30 763                   | 89,75                    |
|                                                                         |                                                                       |                           |                           |                          |                          |
| Candidat Étiquette politique (partis et alliances)                      | Candidat Étiquette politique (partis et alliances)                    | Voix                      | % des exprimés            | Voix                     | % des exprimés           |
|                                                                         |                                                                       |                           |                           |                          |                          |
|                                                                         | Alisson Hamelin La République en marche                               | 11 826                    | 31,93                     | 14 423                   | 46,88                    |
|                                                                         | Stéphane Viry Les Républicains (Union des démocrates et indépendants) | 9 646                     | 26,04                     | 16 340                   | 53,12                    |
|                                                                         | Sébastien Humbert Front national                                      | 5 362                     | 14,48                     |                          |                          |
|                                                                         | Fabrice Pisias La France insoumise                                    | 4 110                     | 11,10                     |                          |                          |
|                                                                         | Martine François Parti socialiste                                     | 1 376                     | 3,72                      |                          |                          |
|                                                                         | Pierre-Jean Robinot Debout la France                                  | 1 363                     | 3,68                      |                          |                          |
|                                                                         | Lou Noirclère Europe Écologie Les Verts                               | 871                       | 2,35                      |                          |                          |
|                                                                         | Camille Zeghmouli Alliance écologiste indépendante (Parti lorrain)    | 550                       | 1,49                      |                          |                          |
|                                                                         | Stéphane Perry Souveraineté, identité et libertés                     | 464                       | 1,25                      |                          |                          |
|                                                                         | Florian Baschung Union des Patriotes                                  | 373                       | 1,01                      |                          |                          |
|                                                                         | Valérie Anne Le Gall Parti communiste français                        | 298                       | 0,80                      |                          |                          |
|                                                                         | Krista Finstad-Milion La France qui ose                               | 284                       | 0,77                      |                          |                          |
|                                                                         | Nicole Arnould Union populaire républicaine                           | 209                       | 0,56                      |                          |                          |
|                                                                         | Évelyne Abbot Lutte ouvrière                                          | 206                       | 0,56                      |                          |                          |
|                                                                         | Maxime Nicolazzi Parti ouvrier indépendant démocratique               | 99                        | 0,27                      |                          |                          |
| Source : Ministère de l'Intérieur - Première circonscription des Vosges |                                                                       |                           |                           |                          |                          |

### Élections de 2022
Les élections législatives françaises de 2022 eurent lieu les dimanches 12 et 19 juin 2022.
|                                                    |                                                                                  |                           |                           |                          |                          |
|                                                    |                                                                                  | Premier tour 12 juin 2022 | Premier tour 12 juin 2022 | Second tour 19 juin 2022 | Second tour 19 juin 2022 |
|                                                    |                                                                                  |                           |                           |                          |                          |
|                                                    |                                                                                  | Nombre                    | % des inscrits            | Nombre                   | % des inscrits           |
| Inscrits                                           | Inscrits                                                                         | 76 766                    | 100                       | 76 780                   | 100                      |
| Abstentions                                        | Abstentions                                                                      | 40 302                    | 52,50                     | 42 864                   | 55,83                    |
| Votants                                            | Votants                                                                          | 36 464                    | 47,50                     | 33 916                   | 44,17                    |
|                                                    |                                                                                  |                           | % des votants             |                          | % des votants            |
| Bulletins blancs                                   | Bulletins blancs                                                                 | 552                       | 1,51                      | 1 508                    | 4,45                     |
| Bulletins nuls                                     | Bulletins nuls                                                                   | 232                       | 0,64                      | 507                      | 1,49                     |
| Suffrages exprimés                                 | Suffrages exprimés                                                               | 35 680                    | 97,85                     | 31 901                   | 94,06                    |
|                                                    |                                                                                  |                           |                           |                          |                          |
| Candidat Étiquette politique (partis et alliances) | Candidat Étiquette politique (partis et alliances)                               | Voix                      | % des exprimés            | Voix                     | % des exprimés           |
|                                                    |                                                                                  |                           |                           |                          |                          |
|                                                    | Stéphane Viry* Les Républicains (Union de la droite et du centre)                | 13 276                    | 37,21                     | 21 448                   | 67,23                    |
|                                                    | Emmie Moons Rassemblement national                                               | 7 316                     | 20,50                     | 10 453                   | 32,77                    |
|                                                    | Jules Fetet La France insoumise (Nouvelle Union populaire écologique et sociale) | 6 643                     | 18,62                     |                          |                          |
|                                                    | Anne-Sophie Monange La République en marche (Ensemble)                           | 5 439                     | 15,24                     |                          |                          |
|                                                    | Stéphane Perry Reconquête                                                        | 1 205                     | 3,38                      |                          |                          |
|                                                    | Mohamed Ait Ahmed Pôle écologiste                                                | 686                       | 1,92                      |                          |                          |
|                                                    | Éric Duparcq Les Patriotes (Union pour la France)                                | 432                       | 1,21                      |                          |                          |
|                                                    | Evelyne Abbot Lutte ouvrière                                                     | 293                       | 0,82                      |                          |                          |
|                                                    | Maxime Nicolazzi Parti ouvrier indépendant démocratique                          | 209                       | 0,59                      |                          |                          |
|                                                    | Elisabetta Rossato Parti Pirate                                                  | 109                       | 0,31                      |                          |                          |
|                                                    | Ihsane Ajdir Union des démocrates musulmans français                             | 72                        | 0,20                      |                          |                          |
| * Député sortant                                   |                                                                                  |                           |                           |                          |                          |

Le suppléant de Stéphane Viry est Cédric Haxaire, maire de Thaon-les-Vosges.

### Élections de 2024
| Candidat                 | Candidat                 | Parti et coalition       | Nuance                   | Premier tour | Premier tour | Second tour | Second tour |
| Candidat                 | Candidat                 | Parti et coalition       | Nuance                   | Voix         | %            | Voix        | %           |
| ------------------------ | ------------------------ | ------------------------ | ------------------------ | ------------ | ------------ | ----------- | ----------- |
|                          | Stéphane Viry            | LR                       | DVD                      | 21 200       | 42,85        | 29 263      | 58,73       |
|                          | Pierre François          | RN                       | RN                       | 18 886       | 38,17        | 20 567      | 41,27       |
|                          | Dominique Perrin         | LFI (NFP)                | UG                       | 8 655        | 17,49        |             |             |
|                          | Evelyne Abbot            | LO                       | EXG                      | 737          | 1,49         |             |             |
| Suffrages exprimés       | Suffrages exprimés       | Suffrages exprimés       | Suffrages exprimés       | 49 478       | 97,50        | 49 830      | 96,93       |
| Votes blancs             | Votes blancs             | Votes blancs             | Votes blancs             | 760          | 1,50         | 1 105       | 2,15        |
| Votes nuls               | Votes nuls               | Votes nuls               | Votes nuls               | 509          | 1,00         | 473         | 0,92        |
| Total                    | Total                    | Total                    | Total                    | 50 747       | 100          | 51 408      | 100         |
| Abstention               | Abstention               | Abstention               | Abstention               | 25 237       | 33,21        | 24 575      | 32,34       |
| Inscrits / participation | Inscrits / participation | Inscrits / participation | Inscrits / participation | 75 984       | 66,79        | 75 983      | 67,66       |

#### Département des Vosges
- La fiche de l'INSEE de cette circonscription : « Tableaux et Analyses de la première circonscription des Vosges », sur insee.fr, site de l'Institut national de la statistique et des études économiques (consulté le 10 juin 2007) [PDF]

- « Tous les députés du département des Vosges depuis 1789 » [archive du 30 septembre 2007], sur assemblee-nationale.fr, site de l'Assemblée nationale française (consulté le 10 juin 2007)

- « Informations contentieuses sur le département des Vosges (Élections législatives de 2002) »(Archive.org • Wikiwix • Archive.is • Google • Que faire ?), sur conseil-constitutionnel.fr, site du Conseil constitutionnel (consulté le 13 juin 2007)

#### Circonscriptions en France
- « Carte des circonscriptions législatives en France », sur assemblee-nationale.fr, site de l'Assemblée nationale française (consulté le 10 juin 2007)

- « Résultats électoraux officiels en France »(Archive.org • Wikiwix • Archive.is • Google • Que faire ?), sur interieur.gouv.fr, site du ministère de l'Intérieur (consulté le 13 juin 2007)

- Description et atlas des circonscriptions électorales de France sur http://www.atlaspol.com, Atlaspol, site de cartographie géopolitique, consulté le 13 juin 2007.